# Statek miłości (film)
Statek miłości (ang. Boat Trip) – amerykańsko-niemiecki film komediowy z 2002 w reżyserii Morta Nathana.

## Fabuła
Dwóch mężczyzn na zabój kochających kobiety wybiera się w rejs po Karaibach. Trafiają na statek pełen homoseksualnych mężczyzn. Po pewnym czasie okazuje się, że na promie znajdują się również piękne kobiety, a jedna z nich kradnie serce Jerry’ego.

## Bohaterowie
- Jerry Robinson (Cuba Gooding Jr.) – porzucony przez narzeczoną, Felicię, wraz z przyjacielem udaje się na rejs, gdzie poznaje Gabriellę. Wkrótce zakochuje się w niej, a by spędzać z nią mnóstwo czasu, udaje homoseksualistę. Miłość Jerry’ego jest tak silna, że rezygnuje on ze ślubu z byłą dziewczyną i z pomocą zaprzyjaźnionych gejów ujawnia swoje uczucia w stosunku do Gabrielli.
- Nick Ragoni (Horatio Sanz) – przyjaciel Jerry’ego. Nie mogąc patrzeć na jego cierpienia, zabiera go w rejs. Jest chwilami bezmyślny, jednak bardzo bezpośredni. Kocha kobiety, przez pewien moment wydaje mu się, że jest homoseksualistą. Jest obiektem pożądania Lloyda i trenerki Szwedek. Zakochuje się w Indze.
- Felicia (Vivica A. Fox) – obrzydliwie bogata i olśniewająco piękna była narzeczona Jerry’ego. Myśli, że może kupić wszystko, nawet miłość. Jest złośliwa i bezduszna, nie szanuje ludzi.
- Gabriella (Roselyn Sanchez) – instruktorka tańca na statku wycieczkowym, którym płyną Jerry i Nick. Jest to kobieta po przejściach, wrażliwa, która – mając dość nachalnych mężczyzn – postanawia zaszaleć, jak mniema, z homoseksualistą (Jerrym), w którym się zresztą zakochuje.
- Hector (Maurice Godin) – homoseksualista, który udziela porad zarówno Jerry’emu (jak ma się zachowywać), jak i Nickowi (dlaczego należy pogodzić się ze swoją orientacją). Występuje w przedstawieniu pod wodzą Gabrielli. W dzieciństwie wyrzekł się go ojciec; został strażakiem.
- Lloyd Favensham (Roger Moore) – homoseksualista, któremu spodobał się Nick. Pomaga Jerry’emu w dotarciu do Gabrielli, skacząc z nim ze spadochronu. Jest to były lotniczy wojskowy.
- Ron (Zen Gesner) – homoseksualista, który należy do grona miłośników pokera. Po jednej z gier upija się z Nickiem, a ten mniema potem, że przespał się z Ronem.
- Sonya (Lin Shaye) – trenerka Szwedek.
- Inga (Victoria Silvstedt) – dziewczyna, w której zakochuje się Nick.

## Opis fabuły
Felicia rozstaje się z Jerrym, przez co ten nie może pozbierać się w sobie. Jego przyjaciel, Nick, postanawia zabrać kumpla na relaksującą wycieczkę statkiem pełnym pięknych i żądnych kobiet. Jednak sprzedawca, zniechęcony lekceważącym zachowaniem Nicka, sprzedaje mu bilety na rejs z homoseksualistami. Chłopcy nie od razu orientują się, że to oni są obiektem pożądania niektórych mężczyzn na statku. Ich plan ucieczki także spełza na niczym, gdyż są już za daleko od brzegu. Po pewnym czasie okazuje się, że na promie znajduje się również piękna instruktorka tańca Gabriella oraz szwedzka drużyna dziewcząt z szaloną trenerką. Jerry zakochuje się w latynoskiej instruktorce, dając jej do zrozumienia, że niby pociągają go mężczyźni. Gabriella, jako zdradzona wiele razy przez nachalnych adoratorów kobieta, pragnie szalonego związku, który nie będzie wpływał na jej uczucia. Zaprzyjaźnia się więc z Jerrym i jednocześnie staje się jego marzeniem. W międzyczasie Nick poznaje kilku kumpli, z których jeden z nich, Lloyd, usiłuje się z nim umówić. Jednak ten spotyka w barze przepiękną Ingę, z którą planuje się przespać. Ku jego rozczarowaniu, w kabinie natrafia na trenerkę dziewczyny, która od tej pory nie daje Nickowi spokoju. Kiedy liniowiec przybija do portu jednego z postojów, na pokład statku wsiada Felicia. Jerry, by być bliżej Gabrielli, zgadza się wystąpić w przedstawieniu wieczornym, w którym zostaje zauważony przez byłą dziewczynę. Głupia sytuacja sprawia, że przyjaciółka Jerry’ego dowiaduje się prawdy o jego orientacji seksualnej. Jerry, wbrew woli, ma wziąć ślub z Felicią. Podczas ceremonii Nick krzyczy w odpowiedniej chwili „nie!” i wysyła niedoszłego pana młodego na statek, gdzie tym razem Gabriella uczy tańca lesbijki. Kiedy dochodzi do spotkania, Jerry wyjawia swoje uczucia latynosce i odtąd tworzą oni parę. Z kolei Nick wyrusza na poszukiwanie Ingi. Gdy dociera do jej domu, spotyka tam jej siostrę i najmniej spodziewaną trenerkę.